# Jean Pierre Picon
Jean Pierre Picon alias Johann Peter Pitzen (* 1926 in Leverkusen; † 2005 in Leverkusen) war ein deutscher Maler, Grafiker und Bildhauer.
Picon war 1943/44 Schüler von Emil Nolde in Seebüll. Er ist Mitbegründer der rheinischen Gruppe 59, der unter anderem Norbert Kricke, Willi Geiger, Lothar Streblow und Heinz Gruchot angehörten. Picon war außerdem Mitglied der Künstlergilde Esslingen.
1975 wurde Picon Beauftragter für Kunst an der Universität Bonn. Er hatte über 100 Ausstellungen im In- und Ausland und führte viele Auftragsarbeiten für Städte, Institutionen, Kirchen und Sammler aus. Picon hat zahlreiche Wettbewerbe als Maler, Grafiker und Bildhauer gewonnen.